# Rio Esmeraldas
O rio Esmeraldas é um curso de água do Equador. Charles Marie de La Condamine navegou-o e depois subiu as Andes na expedição ao Equador que partiu de França em maio de 1735.